# Tentación (película de 1932)
Tentación (Rockabye) es una película de 1932 dirigida por George Cukor y con Constance Bennett como actriz principal. El guion, de Jane Murfin (1884 – 1955) y Kubec Glasmon, se basaba en una obra teatral de Lucia Bronder.
Es la última película de la RKO-Pathé con ese nombre: en adelante, la productora se conocería como RKO Radio.

## Argumento
Una actriz de éxito pierde la custodia de un huérfano que había adoptado cuando se ve envuelta en un escándalo y ha de declarar por malversación de fondos. Mientras intenta recuperar la custodia del pequeño, se enamora del guionista de la película en la que trabaja, el problema es que él está casado y su mujer se ha hecho cargo del niño al que ella intenta recuperar.

## Más datos de la ficha técnica
- Color: Blanco y negro
- Sonido: RCA Photophone System
- Productora: RKO
- Dirección artística: Carroll Clark
- Montaje: George Hively
- Sonido: George D. Ellis